# Knotterlav
Knotterlav (Trapeliopsis granulosa) är en lavart som först beskrevs av Franz Georg Hoffmann, och fick sitt nu gällande namn av Lumbsch. Knotterlav ingår i släktet Trapeliopsis och familjen Trapeliaceae.  Arten är reproducerande i Sverige. Inga underarter finns listade i Catalogue of Life.

## Källor

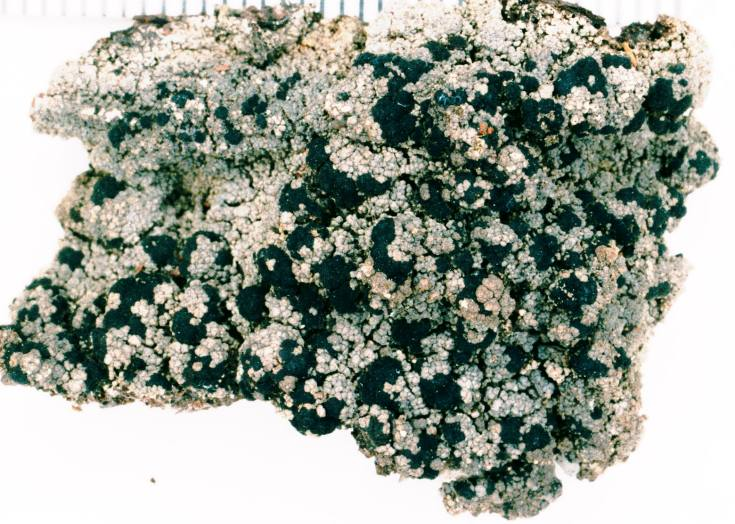
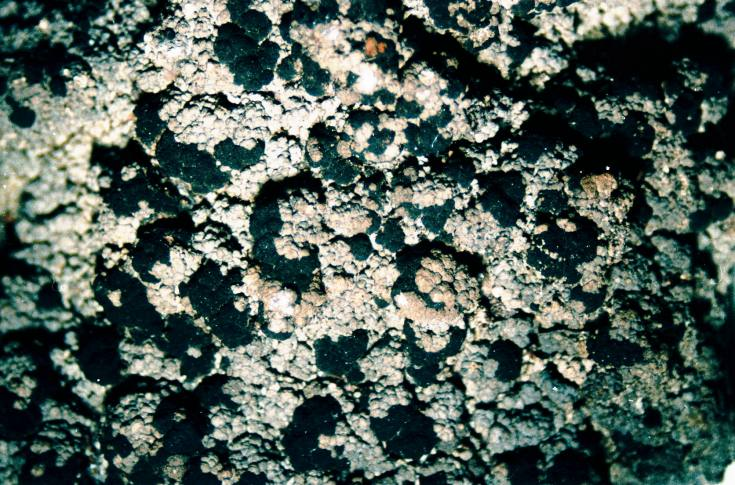
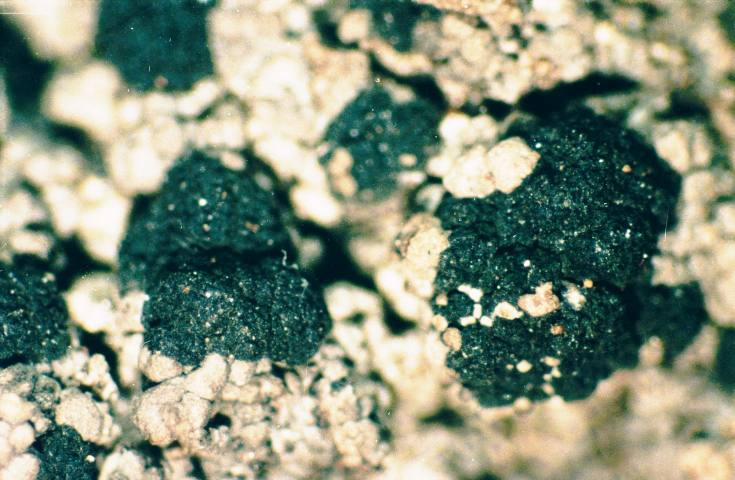
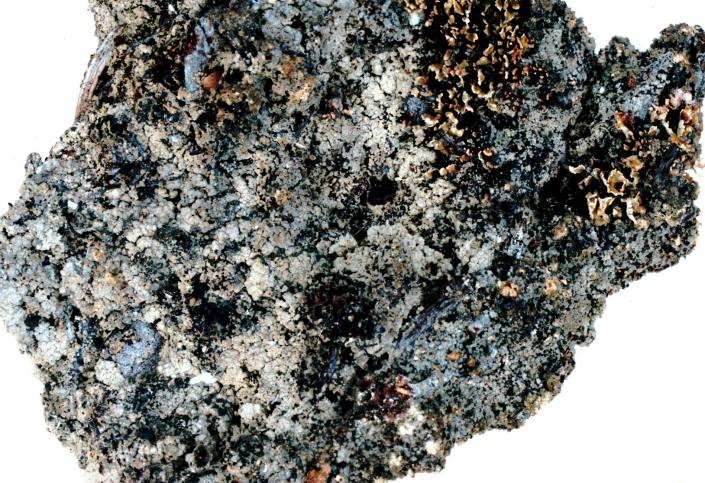
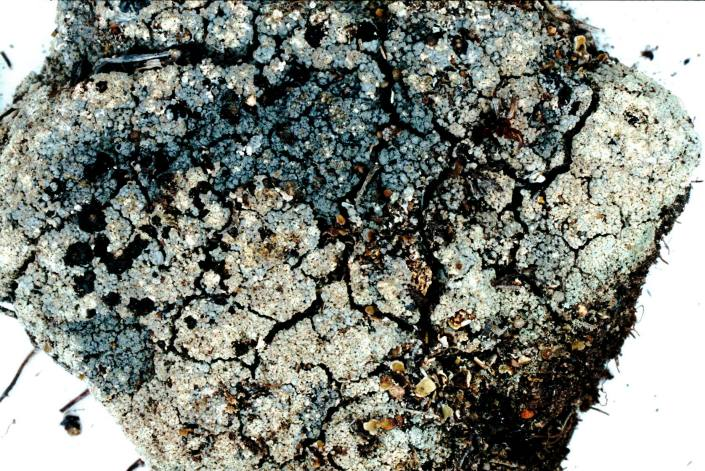
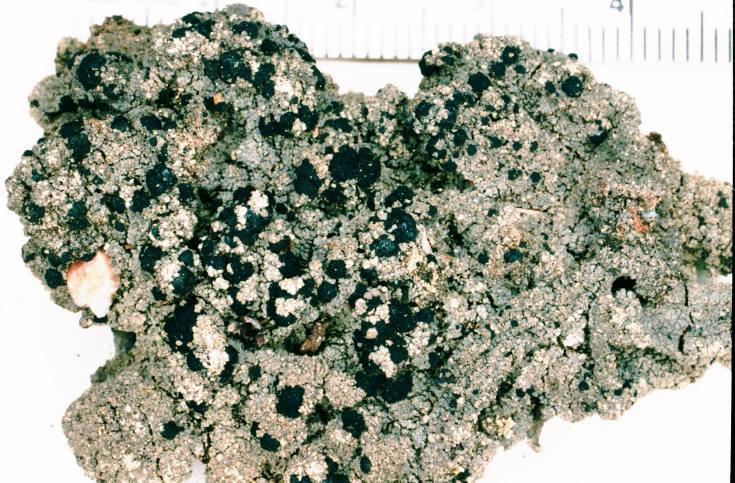